# Уолтон, Брайан
Бра́йан Уо́лтон (англ. Brian Walton; 1600—1661) — английский христианский священник и гебраист; издатель многоязычной Библии «Лондонской Полиглотты» («Biblia Sacra Polyglotta»; 1654—1657), одного из первых сочинений, изданных в Англии по подписке. В 1660 году Уолтон был возведён королём Карлом II в звание честерского епископа.

## Биография и деятельность
По окончании курса в кембриджских колледжах, Уолтон стал священником в Лондоне, но вскоре должен был вследствие разногласий с паствой покинуть город, отсидев некоторое время в тюрьме за свои политические убеждения (был приверженцем королевской власти). После краткого пребывания в Оксфорде, где он задумал издание библейской Полиглотты, Уолтон вернулся в Лондон и приступил к осуществлению своего плана. Полиглотта Уолтона должна была быть полнее, разработаннее и, главным образом, дешевле подобного же парижского издания, вышедшего в 1645 году.
В 1652 году Уолтон, в сотрудничестве с Дж. Сельденом и Джеймсом Ашшером, составил первые циркуляры ο подписке, и уже через пять лет всё сочинение вышло в свет (в шести томах; цена подписки 10 фунтов стерлингов за 6 томов). Кроме Ашшера, ближайшими помощниками Уолтона были лингвисты Джон Лайтфут, Эдвард Поккок, Эдмунд Кастелл, Абрахам Уилок (англ. Abraham Wheelocke), Патрик Юнг (англ. Patrick Young), Томас Гайд (англ. Thomas Hyde) и Томас Гривс (англ. Thomas Greaves (orientalist)). Кастелл составил и дополнительный словарь (Heptaglot) к Полиглотте. Гораздо позже вышли отдельным изданием вступительные очерки Уолтона к Полиглотте (на немецком языке: Лейпциг, 1777; на английском — Кентербери, 1828).
Первоначально в «Лондонской Полиглотте» посвящение было высказано парламенту; позже, однако, при вступлении Карла II на престол, посвящение было изменено на имя короля, который из признательности за это назначил Уолтона честерским епископом (1660).